# Ліпйонка
Ліпйонка (пол. Lipionka) — село в Польщі, у гміні Ґневково Іновроцлавського повіту Куявсько-Поморського воєводства.
У 1975-1998 роках село належало до Бидгощського воєводства.